# Kärlekens krigare
Kärlekens krigare (danska: Kærlighedens krigere) är en svensk-dansk film från 2009 regisserad av Simon Staho. I huvudrollerna ses Josefin Ljungman och Shima Niavarani.

## Handling
Ida har en hemlighet; hennes pappa utnyttjade henne som barn, inte minst sexuellt. Ida är emellertid förälskad i Karin, och vill leva med henne, men på grund av sina barndomsupplevelser får hon svårt att veta hur hon ska hantera sin förälskelse.
Filmen är inspelad i svartvitt.